# 국립농산물품질관리원 경기지원
국립농산물품질관리원 경기지원(國立農産物品質管理院 京畿支院)은 국립농산물품질관리원의 소속기관이다. 1999년 5월 24일 발족하였으며, 경기도 안양시 만안구 안양로 114에 위치하고 있다. 지원장은 서기관 또는 기술서기관으로 보한다.

## 연혁
- 1949년 2월 16일: 농산물검사소에 서울지소 설치.
- 1963년 5월 28일: 국립농산물검사소 소속으로 개편.
- 1995년 3월 10일: 경기도지소로 개편.
- 1998년 7월 1일: 경기지소로 개편.
- 1999년 5월 24일: 국립농산물품질관리원 경기지원으로 개편.
- 2005년 4월 15일: 12개 출장소에서 14개 출장소로 확대. 안성·양평출장소 신설.
- 2006년 3월 8일: 14개 출장소에서 17개 출장소로 확대. 화성·가평·김포출장소 신설.
- 2011년 6월 15일: 출장소를 사무소로 개편.

## 관할구역
- 서울특별시
- 인천광역시
- 경기도

## 조직

### 지원장
| - 유통관리과 - 품질관리과 | - 사무소 - 서울사무소 - 인천사무소 - 수원사무소 - 화성·오산사무소 - 의정부·동두천·양주사무소 - 평택사무소 - 안성사무소 - 남양주·구리사무소 - 가평사무소 - 광주·성남·하남사무소 - 이천·용인사무소 - 파주·고양사무소 - 포천·연천사무소 - 여주사무소 - 양평사무소 - 강화사무소 - 김포사무소 |